# ATP Finals 2018 – mužská čtyřhra
Mužská čtyřhra ATP Finals 2018 probíhala okolo poloviny listopadu 2018. Do deblové soutěže londýnského Turnaje mistrů nastoupilo osm nejlepších párů v klasifikaci žebříčku ATP Race to London. Dvojnásobným obhájcem titulu byl finsko-australský pár Henri Kontinen a John Peers, kteří plnili roli prvních náhradníků. V základní skupině odehráli jedno utkání po odstoupení Mektiće s Peyou.
Vítězem se stal pátý nasazený pár Američanů Mike Bryan a Jack Sock, který ve finále zdolal francouzské turnajové osmičky Pierra-Huguese Herberta s Nicolasem Mahutem. Po dvousetovém průběhu 5–7 a 6–1 rozhodl až supertiebreak nejtěsnějším poměrem míčů [13–11]. Americký pár v něm přitom vedl už 9–5 na míče. Vedení však ztratil a následně dokonce čelil mečbolu soupeřů. Utkání ukončil až šestým mečbolem. Ve finálovém duelu tak americká dvojice Francouzům oplatila dva dny starou prohru ze skupiny. Oba šampioni si do žebříčku ATP připsali 1 300 bodů a po Wimbledonu a US Open získali třetí společnou trofej. První hráč žebříčku ve čtyřhře Bryan vybojoval sto dvacátý první deblový titul na okruhu ATP Tour a ve 40 letech se stal nejstarším šampionem Turnaje mistrů, který po letech 2003, 2004, 2009 a 2014 vyhrál popáté. Pro Socka to bylo čtrnácté takové turnajové vítězství a premiérový triumf z Turnaje mistrů. Dvojice navázala spolupráci po předčasném ukončení sezóny Boba Bryana v květnu 2018 v důsledku poranění kyčle. Bryan se Sockem v dalším průběhu roku spolu odehráli osm turnajů. Francouzská dvojice hrála závěrečnou událost roku počtvrté a poprvé dokázala postoupit ze skupinové fáze.

## Nasazení párů
1. Oliver Marach /  Mate Pavić (základní skupina, 200 bodů, 138 000 USD/pár)
2. Juan Sebastián Cabal /  Robert Farah (semifinále, 400 bodů, 276 000 USD/pár)
3. Łukasz Kubot /  Marcelo Melo (základní skupina, 200 bodů, 138 000 USD/pár)
4. Jamie Murray /  Bruno Soares (semifinále, 600 bodů, 214 000 USD/pár)
5. Mike Bryan /  Jack Sock (vítězové, 1 300 bodů, 479 000 USD/pár)
6. Raven Klaasen /  Michael Venus (základní skupina, 200 bodů, 138 000 USD/pár)
7. Nikola Mektić /  Alexander Peya (základní skupina, odstoupili, 0 bodů, 75 000 USD/pár)
8. Pierre-Hugues Herbert /  Nicolas Mahut (finále, 800 bodů, 279 000 USD/pár)

## Náhradníci
1. Henri Kontinen /  John Peers (nahradili Mektiće s Peyou, základní skupina, 0 bodů, 38 000 USD/pár)
2. Jean-Julien Rojer /  Horia Tecău (nenastoupili, 0 bodů, 38 000 USD/pár)

## Soutěž
| Legenda                                                       |                                                                        |                                                   |
| - Q – kvalifikant - WC – divoká karta - LL – šťastný poražený | - Alt – náhradník - SE – zvláštní výjimka - PR/SR – žebříčková ochrana | - w/o – bez boje - r – skreč - d – diskvalifikace |

### Finálová fáze
|  | Semifinále | Semifinále                          | Semifinále           | Semifinále | Semifinále |      |                           | Finále                              | Finále | Finále | Finále | Finále |
|  |            |                                     |                      |            |            |      |                           |                                     |        |        |        |        |
|  | 8          | Pierre-Hugues Herbert Nicolas Mahut | 6                    | 5          | [10]       |      |                           |                                     |        |        |        |        |
|  | 2          | Juan Sebastián Cabal Robert Farah   | 3                    | 7          | [5]        |      |                           |                                     |        |        |        |        |
|  | 2          | Juan Sebastián Cabal Robert Farah   | 3                    | 7          | [5]        |      | 8                         | Pierre-Hugues Herbert Nicolas Mahut | 7      | 1      | [11]   |        |
|  |            |                                     |                      |            |            |      | 8                         | Pierre-Hugues Herbert Nicolas Mahut | 7      | 1      | [11]   |        |
|  |            | 5                                   | Mike Bryan Jack Sock | 5          | 6          | [13] |                           |                                     |        |        |        |        |
|  | 4          | 5                                   | Mike Bryan Jack Sock | 5          | 6          | [13] | Jamie Murray Bruno Soares | 3                                   | 6      | [4]    |        |        |
|  | 4          |                                     |                      |            |            |      | Jamie Murray Bruno Soares | 3                                   | 6      | [4]    |        |        |
|  | 5          | Mike Bryan Jack Sock                | 6                    | 4          | [10]       |      |                           |                                     |        |        |        |        |

### Skupina Knowlese a Nestora
|    |                                     | Marach Pavić  | Kubot Melo    | Bryan Sock    | Herbert Mahut | Zápasy | Sety | Hry   | Pořadí |
| 1. | Oliver Marach Mate Pavić            |               | 6–7(4–7), 4–6 | 4–6, 6–7(4–7) | 6–4, 7–6(7–3) | 1–2    | 2–4  | 33–36 | 4.     |
| 3. | Łukasz Kubot Marcelo Melo           | 7–6(7–4), 6–4 |               | 3–6, 6–7(5–7) | 2–6, 4–6      | 1–2    | 2–4  | 28–35 | 3.     |
| 5. | Mike Bryan Jack Sock                | 6–4, 7–6(7–4) | 6–3, 7–6(7–5) |               | 2–6, 2–6      | 2–1    | 4–2  | 30–31 | 2.     |
| 8. | Pierre-Hugues Herbert Nicolas Mahut | 4–6, 6–7(3–7) | 6–2, 6–4      | 6–2, 6–2      |               | 2–1    | 4–2  | 34–23 | 1.     |

### Skupina Llodry a Santora
|       |                                                        | Cabal Farah                | Murray Soares                              | Klaasen Venus                        | Mektić Peya Kontinen Peers                 | Zápasy  | Sety    | Hry         | Pořadí |
| 2.    | Juan Sebastián Cabal Robert Farah                      |                            | 4–6, 3–6                                   | 6–3, 7–6(7–5)                        | 6–3, 6–4 (vs/ Mektić/Peya)                 | 2–1     | 4–2     | 32–28       | 2.     |
| 4.    | Jamie Murray Bruno Soares                              | 6–4, 6–3                   |                                            | 7–6(7–5), 4–6, [10–5]                | 3–6, 7–6(7–3), [10–3] (vs/ Kontinen/Peers) | 3–0     | 6–2     | 35–31       | 1.     |
| 6.    | Raven Klaasen Michael Venus                            | 3–6, 6–7(5–7)              | 6–7(5–7), 6–4, [5–10]                      |                                      | 7–6(7–5), 7–6(7–5) (vs/ Mektić/Peya)       | 1–2     | 3–4     | 35–37       | 3.     |
| 7. 9. | Nikola Mektić Alexander Peya Henri Kontinen John Peers | 3–6, 4–6 (vs/ Mektić/Peya) | 6–3, 6–7(3–7), [3–10] (vs/ Kontinen/Peers) | 6–7(5–7), 6–7(5–7) (vs/ Mektić/Peya) |                                            | 0–2 0–1 | 0–4 1–2 | 19–26 12–11 | X 4.   |